# Torremuña
Torremuña es una localidad de la comunidad autónoma de La Rioja, perteneciente al municipio de Ajamil de Cameros. Según el INE, tenía 13 habitantes en 2011.

## Historia
La Iglesia de Santa María la Blanca de Torremuña fue una de las que los obispos de Calahorra adquirieron del Monasterio de Santa María la Real de Nájera después de numerosos pleitos en el siglo XII. En 1366 aparece citada en el privilegio del Señorío de Cameros.
Fue una de las Villas eximidas de la Provincia de Soria hasta la creación de la Provincia de Logroño en 1833. Era de las monjas bernardas de Herce que ponían alcalde ordinario.
Según Govantes tenía dos aldeas, La Riva y Aldeguela. Producía trigo morcajo, cebada, avena y toda clase de legumbres, además de tener pastos abundantes. También se producían hilados de lana, para las fábricas inmediatas.
Hacia finales del siglo XIX o principios del XX pasó a ser aldea de Larriba hasta su incorporación a Ajamil en 1972.
En 1971 fueron robadas de su iglesia tres tablas hispano-flamencas fechadas en 1501, de importante valor artístico.
En la actualidad la Asociación de Amigos de Torremuña y amigos de la localidad realiza labores de recuperación de la iglesia: limpieza de acceso y desescombrado a la espera de ayudas para rehabilitarla totalmente.

## Demografía
Torremuña contaba a 1 de enero de 2010 con una población de 10 habitantes: 8 hombres y 2 mujeres.
| Gráfica de evolución demográfica de Torremuña entre 2000 y 2011                                  |
|                                                                                                  |
| Población de derecho (2000-2011) según los censos de población del INE a 1 de enero de cada año. |

## Cómo llegar
Por la carretera LR-250, que atraviesa el valle del Leza, hasta San Román de Cameros. Desde allí, tomar el desvío hasta Vadillos. Después de cruzar el pueblo, torcer a la izquierda y atravesar el puente. A partir de ahí comienza la ascensión por una pista, en su mitad encementada, hasta llegar a Torremuña. También se puede llegar a través de la carretera LR-261, del valle del Jubera, hasta Robres y desde allí tomar la pista que lleva hasta Santa Marina y continúa hasta Torremuña.

## Galería de imágenes

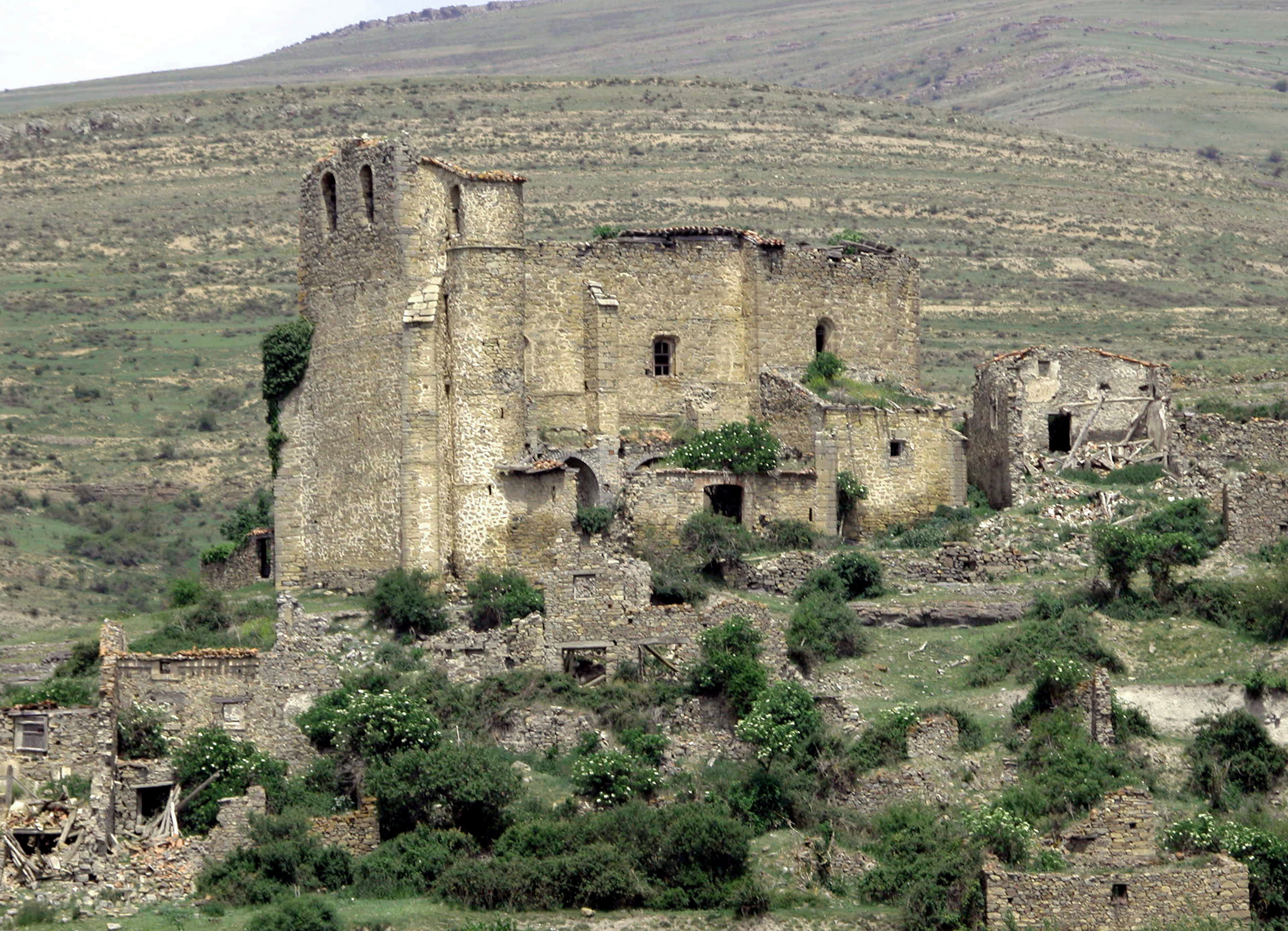
Iglesia de Santa María.
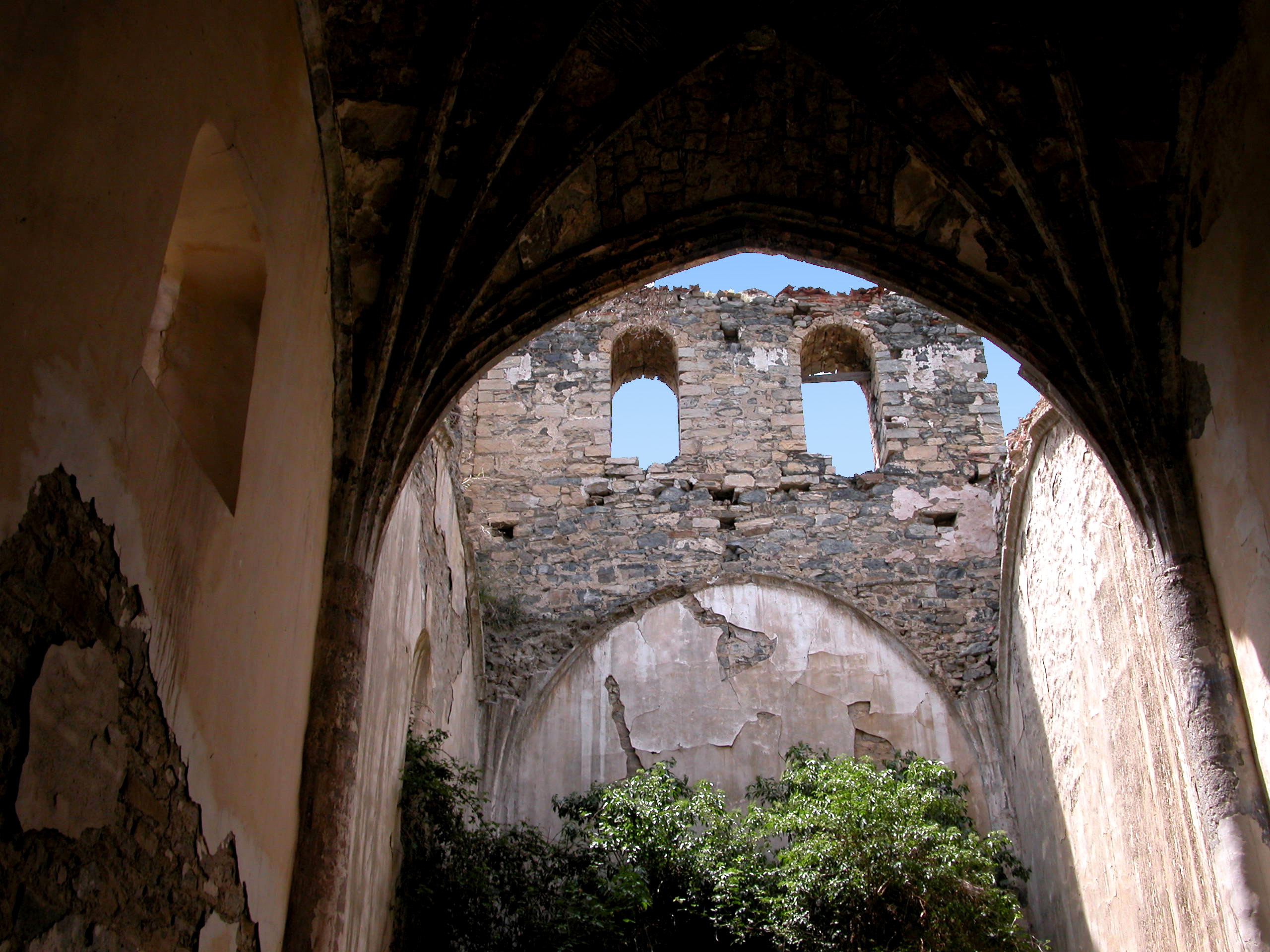
Interior en ruinas de la iglesia de Santa María.
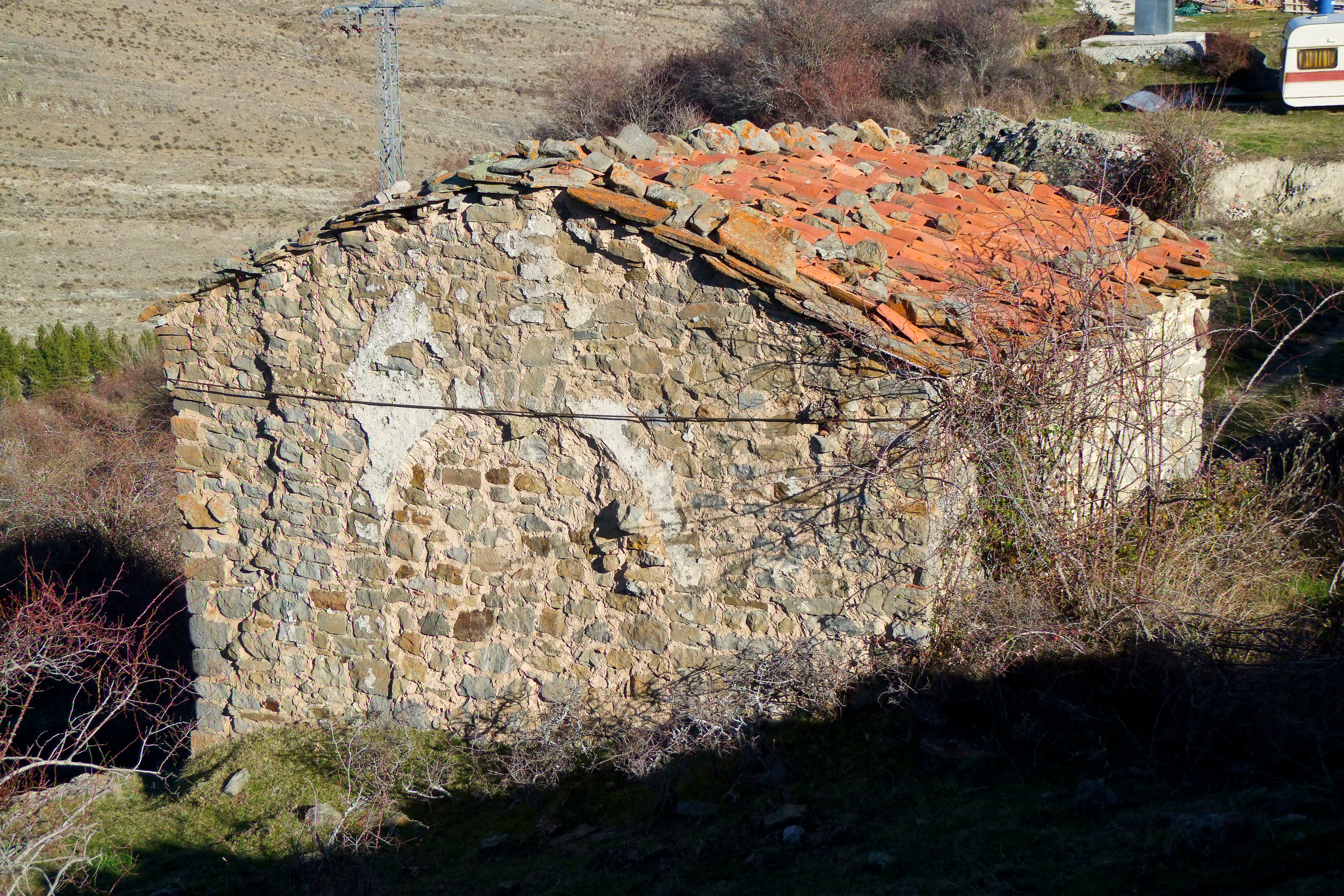
Antigua ermita de San Miguel.
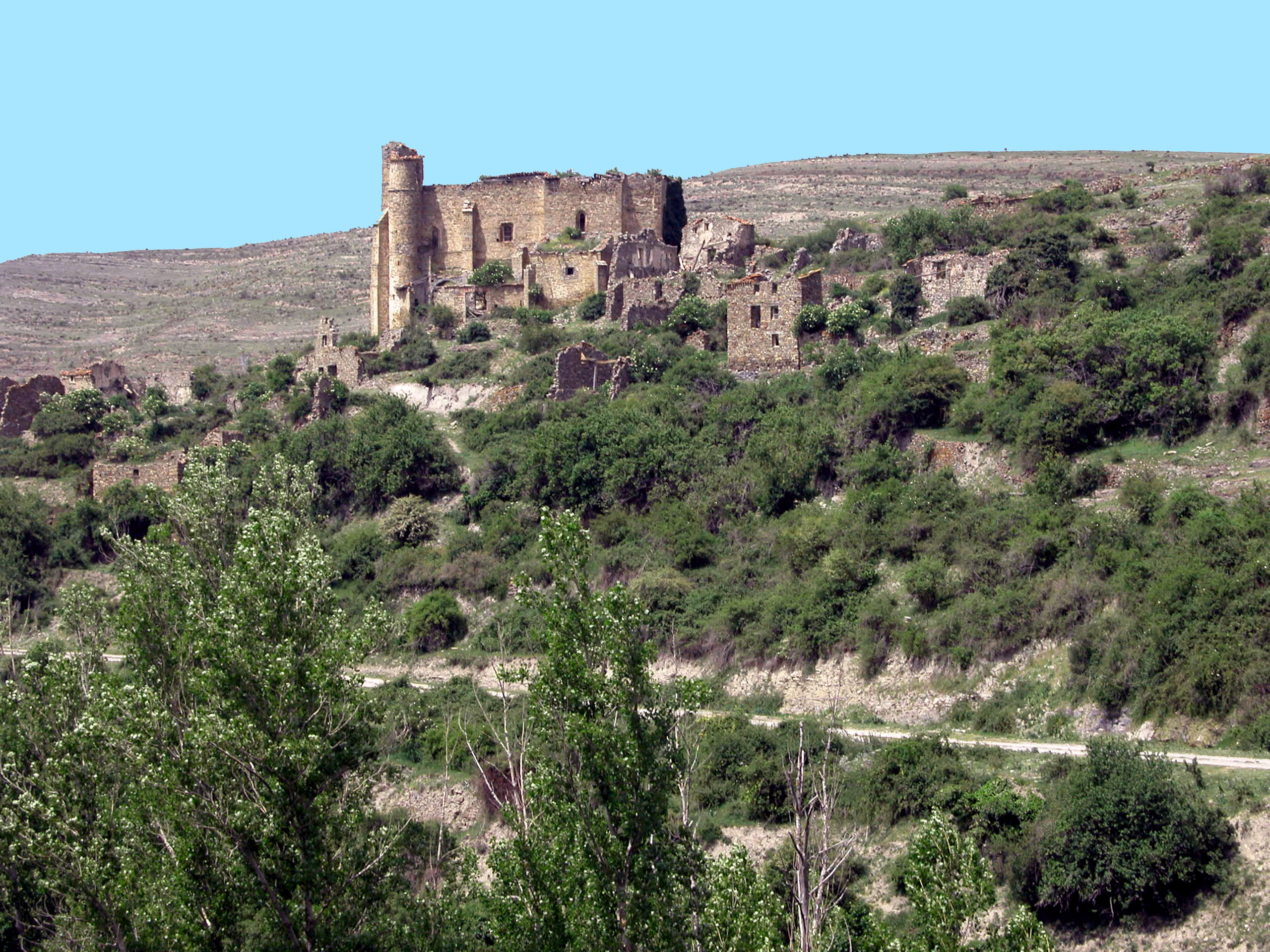
Vista panorámica desde la carretera hacia Vadillos.
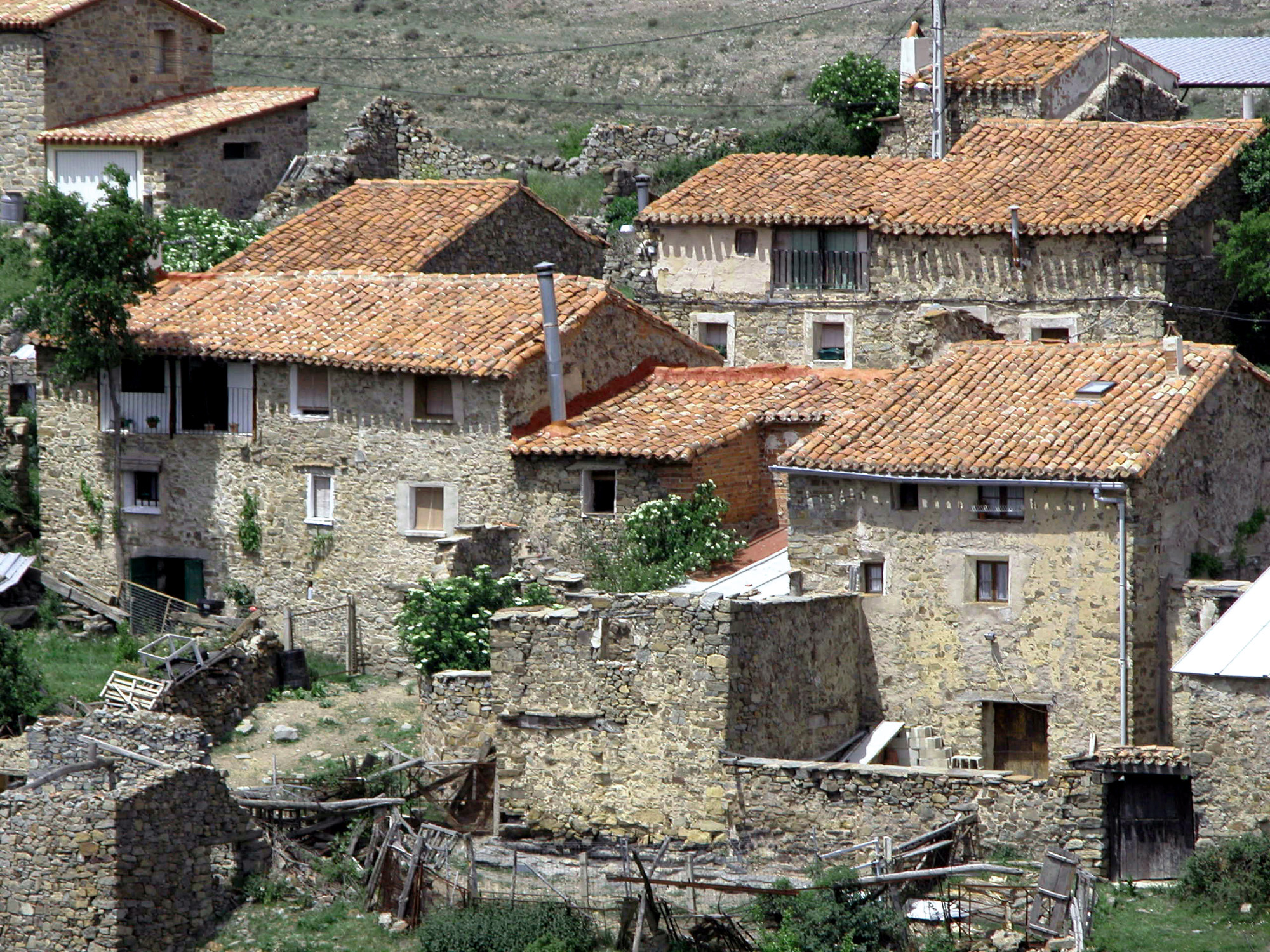
Típicas casas cameranas rehabilitadas.